# Mantitheus gracilis
Mantitheus gracilis là một loài bọ cánh cứng trong họ Cerambycidae.